# Adansonia gregorii
Adansonia gregorii là một loài thực vật có hoa trong họ Cẩm quỳ. Loài này được F.Muell. mô tả khoa học đầu tiên năm 1857.

## Hình ảnh

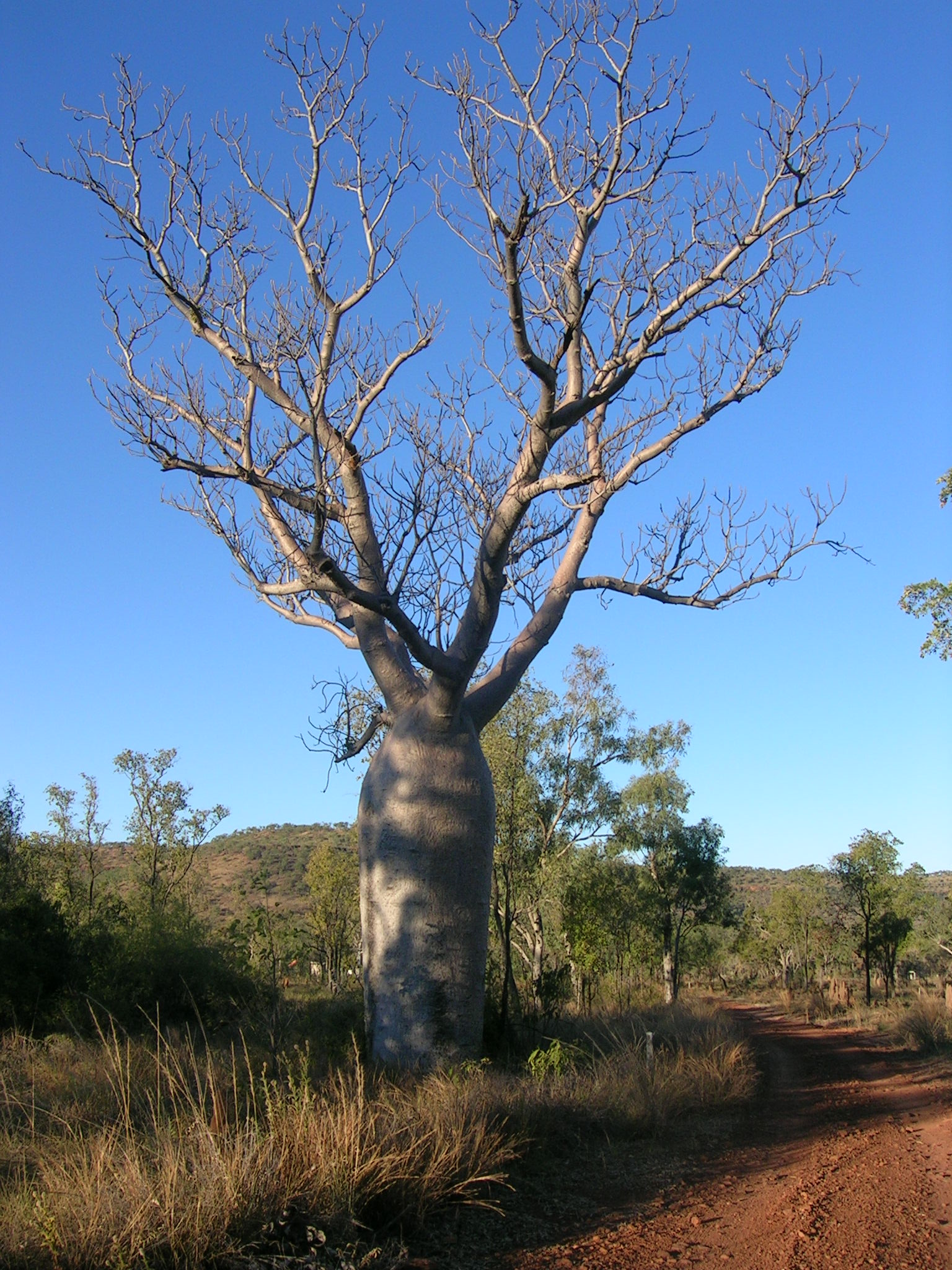
A boab tree in Timber Creek, Northern Territory
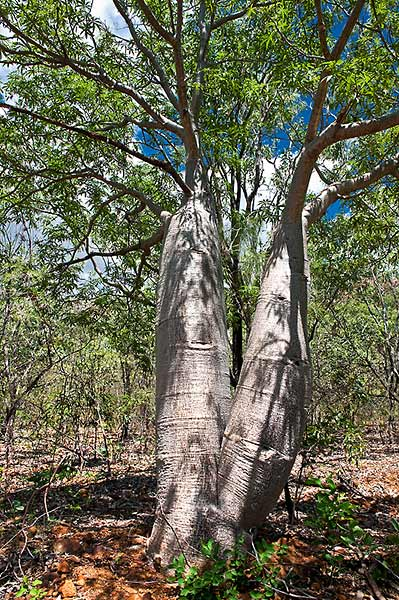
Adansonia gregorii in Nitmiluk (Katherine Gorge) NP, Northern Territory.
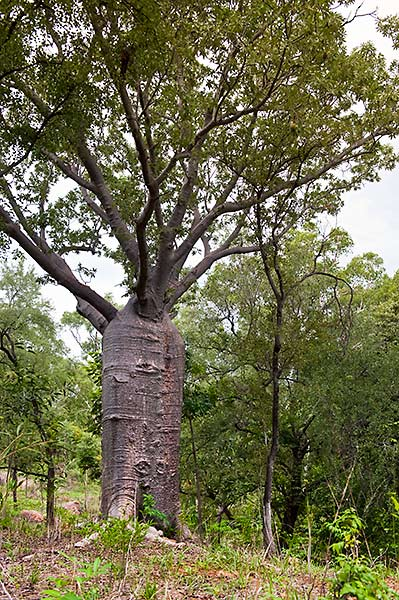
Boab - Katherine River
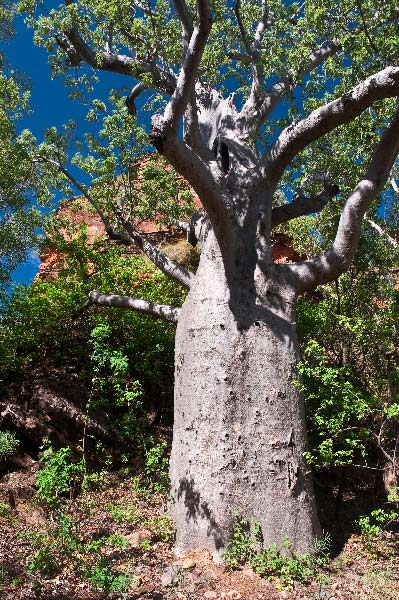
Boab tree near Kununurra WA
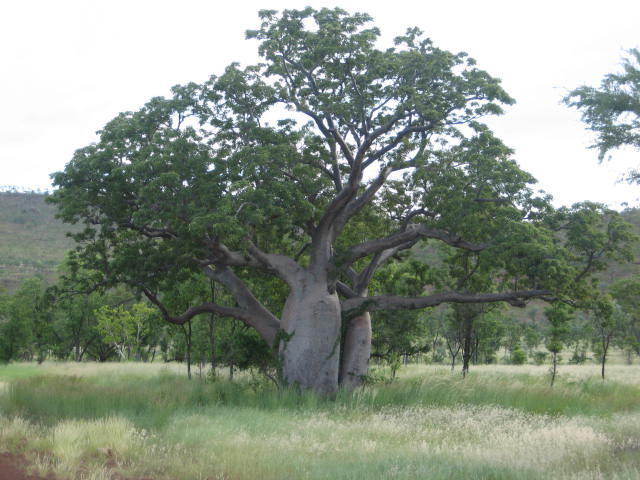
A boab tree in the Kimberley, Western Australia in February
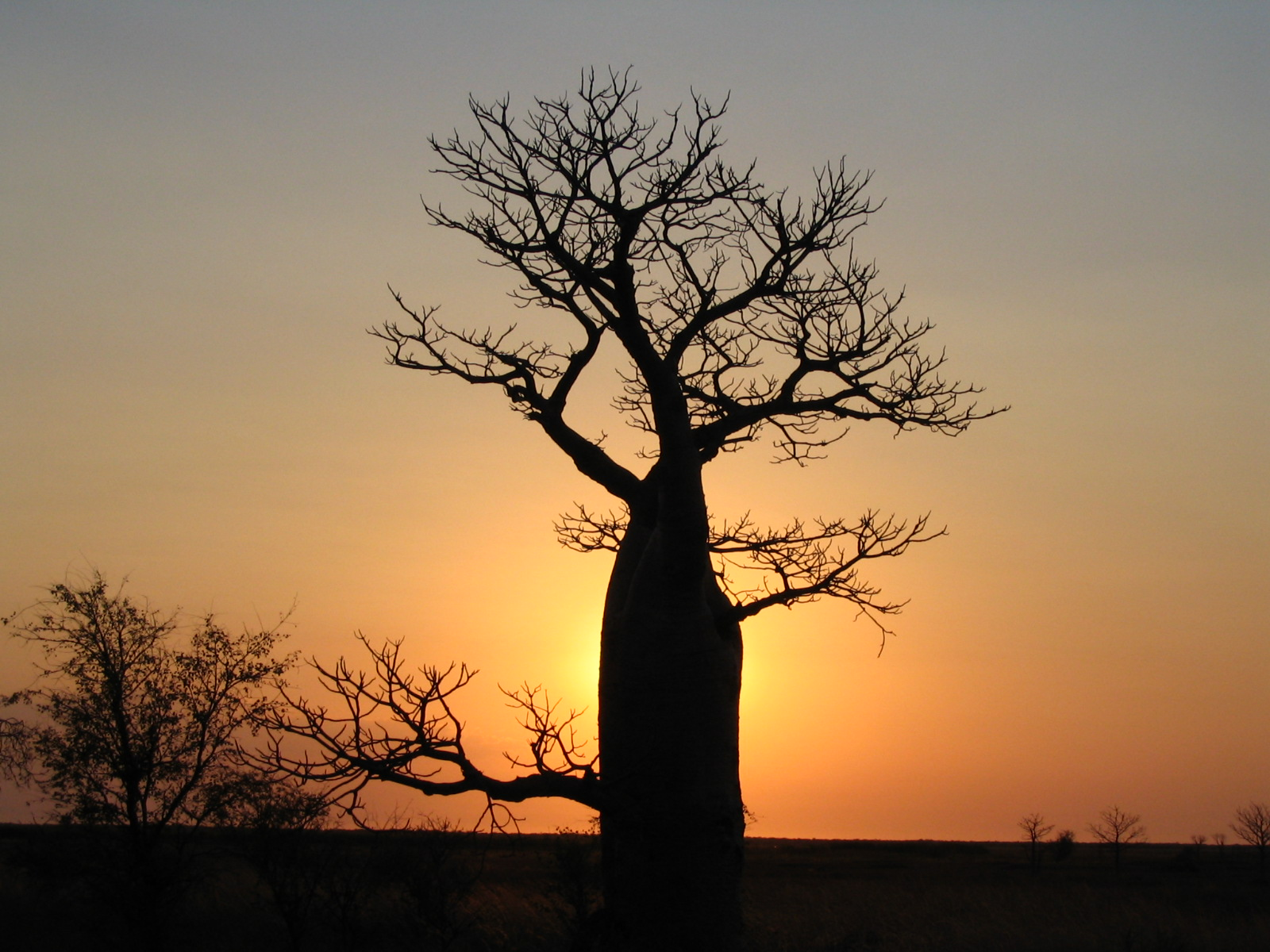
Boab tree sunset near Derby, Western Australia